# Love You till Tuesday (альбом)
| Оценки критиков                   | Оценки критиков |
| Источник                          | Оценка          |
| --------------------------------- | --------------- |
| Allmusic                          | [ 1 ]           |
| The Encyclopedia of Popular Music | [ 2 ]           |

Love You till Tuesday — альбом-сборник Дэвида Боуи, запоздало выпущенный в 1984 году, в качестве дополнения к одноименному промофильму 1969 года.

## Об альбоме
Deram Records, лейбл Боуи от 1966 до середины 1969 года, выпустил этот саундтрек к одноименному фильму в 1984 году. Из-за издания в период, когда Боуи был на пике славы, «Love You till Tuesday» часто путают с его дебютным альбомом. В альбом действительно вошли несколько песен из его первой пластинки, однако на большинство из них были сделаны ремиксы в 1984 году. Это был первый релиз содержащий оригинальную версию песен «Space Oddity», «Ching-a-Ling» и «When I’m Five», а также в него вошли ранее не издававшиеся версии песен «Sell Me a Coat» и «When I Live My Dream».

## Список композиций
1. «Love You till Tuesday» (Single version) — 2:40
2. «The London Boys» — 3:18
3. «Ching-a-Ling» — 2:02
4. «The Laughing Gnome» — 3:03
5. «Liza Jane» — 2:14
6. «When I’m Five» — 2:07
7. «Space Oddity» — 3:45
8. «Sell Me A Coat» — 2:53
9. «Rubber Band» (Single version) — 2:05
10. «Let Me Sleep Beside You» — 3:25
11. «When I Live My Dream» — 3:55

## Издание на компакт-диске
В 1992 году Pickwick Records переиздал сборник на компакт-диске, добавив длинные версии «Space Oddity» и «Ching-a-Ling». Лейбл также заменил сингл версии «Love You till Tuesday» и «Rubber Band» и альтернативную версию «When I Live My Dream», на версии с дебютного альбома Боуи, а также изменил обложку.

### Список композиций
1. «Space Oddity» — 4:31
2. «Love You till Tuesday» (Album version from David Bowie) — 3:09
3. «When I’m Five» — 3:03
4. «Ching-a-Ling» — 2:51
5. «The Laughing Gnome» — 2:55
6. «Rubber Band» (Album version from David Bowie) — 2:18
7. «Sell Me A Coat» — 2:58
8. «Liza Jane» — 2:14
9. «When I Live My Dream» (Album version from David Bowie) — 3:23
10. «Let Me Sleep Beside You» — 3:25
11. «The London Boys» — 3:20